# Jean-Baptiste de Croisilles
Jean-Baptiste de Croisilles (né à Béziers vers 1593 mort à Paris en 1651) est un ecclésiastique et littérateur du XVIIe siècle qui fut abbé commendataire et le protagoniste d'un fait divers scandaleux.

## Biographie
Jean-Baptiste du Croisilles nait à Béziers dans une famille de la petite bourgeoisie.Il vient à Paris 
où il se fait remarquer par la publication d'ouvrages d'esprit précieux les Héroïdes ou Épîtres amoureuses la Chasteté invincible et une pastorale Les parfaits bergers; Tyrsis et Uranie il a la réputation d'être un esprit distingué  et fréquente les salons parisiens en vue dont celui de Catherine de Rambouillet. 
En 1619 il remplace l'abbé de Jean de Lingendes futur évêque de Mâcon comme précepteur du Antoine de Bourbon-Bueil, comte de Moret, puis de 1620 à 1623 il devient celui d'Armand comte de Guiche. Il passe deux ans chez le duc d'Uzès. Il rencontre le Prieur de Vendôme qui le gratifie du prieuré de Cherré. Après la mort de son protecteur en 1629 il s'attache au Comte de Soissons qui lui attribue en 1632 le bénéfice détenu par son défunt précepteur Balthazar Poitevin c'est-à-dire l'Abbaye Saint-Pierre de la Couture au diocèse du Mans. Il est pourvu entre 1635 et 1637 en commende de plusieurs autres bénéfices conséquents: l'abbaye de Jumièges et l'Abbaye Saint-Ouen de Rouen toutes deux au diocèse de Rouen et l'Abbaye royale de Saint-Michel-en-l'Herm. il devient l'ami de Michel de Marolles qui lui restera fidèle dans l'adversité car une telle prospérité lui attire l'inimitié d'envieux.
En 1639, une certaine Espérance Levrault, veuve d'un avocat Florian Pocques, lui intente un procès et l'accuse d'avoir épousé, en 1633, sa fille Marie par l'entremise de son valet Elie Moret et de vivre depuis 6 ans maritalement avec cette dernière. Jean-Baptiste de Croisilles tente de se défendre mais le scandale est tel qu'il doit se démettre de tous ses  bénéfices et il est finalement condamné le 22 avril 1641 à être interné la Conciergerie. Il est libéré en 1651 mais meurt dans la misère peu après. Tallemant des Réaux lui a consacré l'une de ses Historiettes.

## Sources
- Tamizey de Larroque Philippe, « Un Languedocien oublié. L'abbé de Croisilles », Annales du Midi : revue archéologique, historique et philologique de la France méridionale, t. 5, n° 18, 1893, p. 145-169.